# 郭袭
郭袭（?—?），辽国（契丹国）政治人物，籍贯不详。
郭袭性格端介，明晓治国之体。久在外任。辽景宗即位，召见他，奏对符合皇帝的心意，知到他可以委托政事。郭袭被任命为南院枢密使，之后加兼政事令。因为辽景宗游猎过度，郭袭上书谏阻。以苏世长劝谏唐高祖游猎，辽穆宗游猎无度不恤国事，规劝景宗。景宗看到奏疏后称善，赐他为协赞功臣，任命他为武定军节度使，不久郭袭去世。

## 延伸阅读
[在维基数据编辑]
 《遼史/卷79》，出自脱脱《遼史》